# Sesión legislativa
Una sesión legislativa es el período de tiempo en que una legislatura, tanto en los sistemas parlamentarios como presidenciales, es convocada con el propósito de legislar, usualmente siendo una de dos o más divisiones más pequeñas de todo el tiempo entre dos elecciones. En cada país los procedimientos para abrir, terminar y entre sesiones difieren ligeramente. Una sesión puede durar el término completo de la legislatura o el término puede consistir en una serie de sesiones. Pueden ser de duración fija, como un año, o pueden utilizarse como un procedimiento parlamentario. Una sesión de la legislatura se pone fin a un acto oficial de prórroga. En cualquier caso, el efecto de la prórroga es generalmente la compensación de todas las cuestiones pendientes ante la legislatura. 

## Procedimiento común
Históricamente, cada sesión de un parlamento duraría menos de un año, cesando con una prórroga durante la cual los legisladores podrían regresar a sus circunscripciones. En tiempos más recientes, el desarrollo de la tecnología de transporte ha permitido a estos individuos viajar con mayor facilidad y frecuencia desde la capital legislativa hasta sus respectivos distritos electorales por períodos cortos, lo que significa que las sesiones parlamentarias suelen durar más de un año, Aunque la duración de las sesiones varía. Las legislaturas planifican su negocio dentro de un calendario legislativo, que establece cómo los proyectos de ley procederán antes de que una sesión cesa, aunque asuntos relacionados pero no oficiales pueden ser conducidos por legisladores fuera de una sesión o durante una sesión en días en que el parlamento no se reúne. 
Mientras se prorroga un parlamento, entre dos sesiones legislativas, la legislatura sigue constituida, es decir, no se celebran elecciones generales y todos los miembros del Parlamento conservan sus escaños. En muchas legislaturas, la prórroga hace que todas las órdenes del cuerpo (proyectos de ley, mociones, etc.) sean eliminadas. Por lo tanto, las prorrogaciones no deben confundirse con los recesos, los aplazamientos o las vacaciones de la legislación, después de lo cual los proyectos de ley pueden reanudarse exactamente donde lo dejaron. En el Reino Unido, sin embargo, la práctica de poner fin a todos los proyectos de ley tras la prórroga se ha modificado ligeramente; Los proyectos de ley públicos pueden prorrogarse de una sesión legislativa a otra.
Esta ruptura tiene lugar para evitar que la cámara alta se sienta durante una campaña electoral y para purgar todos los asuntos de la cámara alta antes del comienzo de la próxima sesión legislativa. No es raro que una sesión del parlamento se ponga en receso durante las vacaciones y luego se reanude unas semanas más tarde exactamente donde lo dejó. Los gobiernos hoy terminan las sesiones cuando sea más conveniente, y a menudo, una nueva sesión comenzará el mismo día en que terminó la sesión anterior. En la mayoría de los casos, cuando el parlamento vuelva a reunirse para una nueva sesión legislativa, el jefe de Estado, o un representante de la misma, se dirigirá a la legislatura en una ceremonia de apertura.
Tanto en los sistemas parlamentarios como en los presidenciales, las sesiones se denominan con el nombre del cuerpo y un número ordinario; por ejemplo, la 2ª sesión del 39.º Parlamento canadiense o la 1ª sesión del 109.º Congreso de los Estados Unidos.

## Procedimiento en los reinos de la Mancomunidad

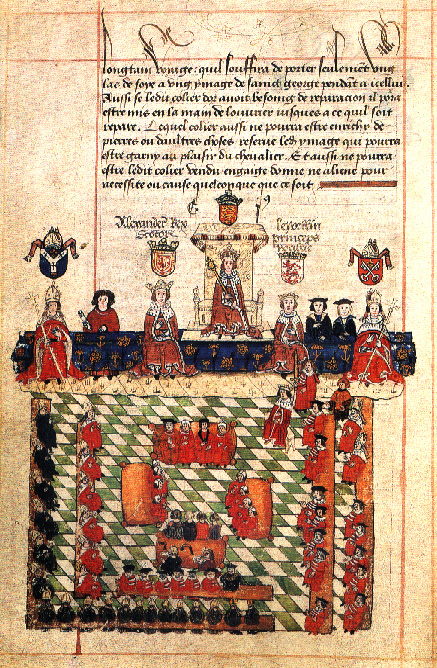
Una representación del siglo XVI del parlamento de Inglaterra en sesión, con el rey Edward I que preside.

En los reinos de la Commonwealth, las sesiones legislativas pueden durar de unas pocas semanas a más de un año; Entre las elecciones generales, generalmente hay de uno a seis períodos de sesiones del parlamento antes de la disolución de la Corona en el Consejo o la expiración de un límite de mandato legalmente obligatorio. Cada sesión comienza con un discurso del trono, leído a los miembros de ambas cámaras legislativas, ya sea por el soberano reinante o un virrey u otro representante. Las casas del parlamento en algunos reinos introducirán un proyecto de ley proforma como símbolo del derecho del parlamento a dar prioridad a asuntos distintos del monarca y sus palabras (siempre escritas por el gabinete de la época). 